# スチュワート・メンジーズ
スチュワート・メンジーズ（Sir Stewart Graham Menzies ([ˈmɪŋɪz]), 1890年1月30日 – 1968年5月29日） は、イギリスの軍人。第二次世界大戦中に秘密情報部 (SIS/MI6) の長官を務めた。最終階級は少将。

## 生い立ち
スチュワート・グラハム・メンジーズはロンドンで裕福な両親の元に産まれた父方の祖父のグラハム・メンジーズはエジンバラでウィスキー会社を経営しており、カルテルの形成によって巨万の富を築いた。父のジョン・グラハム・メンジーズは定職につくこともなく自堕落な生活を送り一家の財産を使い果たし1911年に肺炎で死去した。母のスザンナ・ウェスト・ウィルソンはアーサー・ウィルソンの娘であった。両親はエドワード7世の友人だった。スチュワートはエドワード7世の隠し子ではないかとの噂もあったがこれは否定されている。自由党の政治家ロバート・スチュワート・メンジーズは叔父にあたる。
イートン・カレッジに入学したメンジーズは、スポーツ、特にハンティングとクロスカントリー競技に熱中した。校内のエリート学友会であるポップの議長も務め、優秀な成績を収めて1909年に卒業した。

## 軍歴
イートンを卒業したメンジーズは少尉として近衛歩兵連隊であるグレナディアガーズに入隊した。一年を過ごしたのち第二ライフガーズに転属となり1913年に中尉に昇進し副官に任命された。
第一次世界大戦が勃発すると、メンジーズはフランス戦線へ派遣された。1914年10月に西フランダースのゾンネベーケにおける戦闘で負傷し、1914年11月には第一次イーペルの戦いに参加している。11月14日に大尉に昇進し12月2日にジョージ5世から直接殊功勲章（DSO）を授与されている。

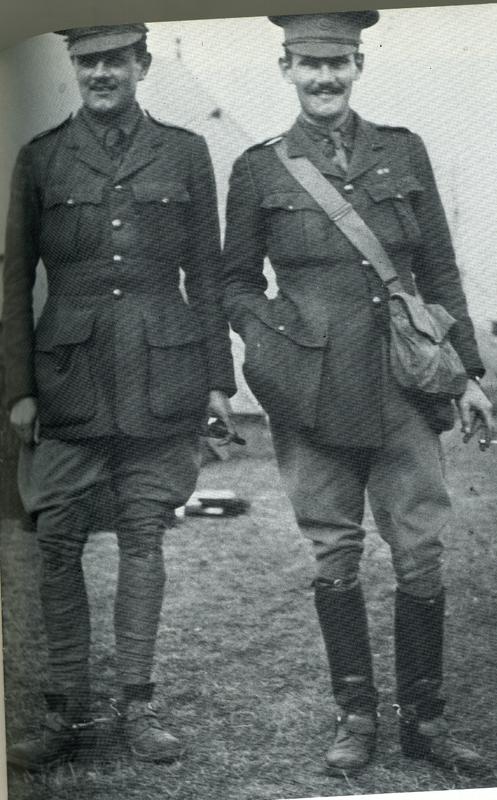
スチュワート・メンジーズと兄弟のキース・メンジーズ

メンジーズの所属していた連隊は1915年の第二次イープルの戦いで甚大な被害を受けた。毒ガスにより負傷したメンジーズは名誉除隊し、ダグラス・ヘイグの元に置かれた防諜部門へと入った。1917年後半にメンジーズは、上司のジョン・チャータリスが情報評価をごまかしているとイギリス軍上層部へと告発し、チャータリスは解職された。終戦までにメンジーズは名誉少佐へと昇進した。

## MI6
戦後にメンジーズはMI6 (SIS) に入局した。1919年のパリ講和会議にイギリス政府代表団の一員として派遣された。中佐に昇進し参謀本部に所属している。特別情報部の副部長を務めた後、1924年にヒュー・シンクレアが長官となると重用され、1929年に大佐に昇進し副長官に抜擢された。
1924年に公表されたジノヴィエフ書簡を巡って、メンジーズはシドニー・ライリーやデズモンド・マートンらと共に捏造に関わっていたとの説があるこの偽書が公表されたことで1924年の総選挙では労働党政府が野党の保守党に敗北している。

## MI6長官
1939年にシンクレアが死去するとメンジーズがSISの長官に任命された。彼は諜報、防諜活動の部署を拡充するとともに、ブレッチリー・パークを本拠としていた暗号解読作戦を重視した。当時SISは大恐慌によって予算が削減されたこともあり、小規模で影響力の小さな部署にすぎなかった。
第二次世界大戦が勃発するとSISの規模は拡大された。メンジーズは暗号解読作戦をSISが担当とするよう主張しこれに成功した。政府暗号学校 (GC&CS) によっておこなわれたナチス・ドイツのエニグマ暗号の解読成果であるウルトラ情報は、政府内で高い評価を得てSISの重要度は飛躍的に上昇した。ウルトラ情報によってイギリスは戦争中を通し戦略的、戦術的な優位を得、大西洋の戦い、ノルマンディー上陸作戦などに決定的な貢献を果たした 。1974年にフレデリック・ウィンターボーザムの著書「The Ultra Secret」が出版されるまで、この事実は公表されなかった。メンジーズは毎日のようにウルトラ情報をウィンストン・チャーチルに直接報告しており、戦中に二人が会談した数は1500回にも上る。この情報を重視したチャーチルは、戦争中も改良され続けたナチス・ドイツの暗号技術に対抗するため、予算を優先的に配分した。優秀な技術者、学者が動員され、1945年までに政府暗号学校で働く職員の数は1万を数えた。
一方で1942年11月19日、ドイツの原子爆弾開発を阻止するための「フレッシュマン作戦」を実施し、これは失敗に終わっている。
イギリスの歴史家デイビッド・レイノルズは、ヴィシー・フランス政府の提督であるフランソワ・ダルランの暗殺にメンジーズが関与していたと主張している。レイノルズの著書によれば、戦中ほとんどロンドンを離れることのなかったメンジーズが暗殺時に北アフリカを訪問しており、暗殺にはSOEが関与していた可能性が高いとしている。
メンジーズは1944年に少将に昇進した。メンジーズの元でSISは、特殊作戦執行部 (SOE) 、安全保障調整局 (BSC)、アメリカの戦略諜報局 (OSS) 、自由フランス軍などと連携したほか、ドイツのアプヴェーア（国防軍情報部）の部長ヴィルヘルム・カナリスを中心とするドイツ国内の反ナチス運動にも関与していた。

## 第二次世界大戦後
戦争が終わるとメンジーズはSISを冷戦に対応するよう改変し、SOEの任務を引き継いだ。政権を獲得した労働党に対しては警戒感を隠さなかった。当時既にキム・フィルビーらを中心とするソビエト連邦のスパイ網であるケンブリッジ・ファイヴが浸透しておりSISの活動はダメージを受けていた。
メンジーズは43年間の軍務の後、1952年に62歳で現役を退いた。ウィルトシャー州ラキントンのブリッジズ・コート館で隠棲し1968年5月29日に死去した。